# Association de la communauté nationale
L'Association de la communauté nationale est un parti politique au Vanuatu.
L'ACN fut fondée en mai 1996. Elle fut le résultat d'une interrogation, notamment parmi des chefs originaires de Tanna et résidant à Éfaté, l'île où se trouve la capitale du pays, Port-Vila : Que faire en réponse aux jeunes Tannais quittant leur milieu rural pour s'installer dans la capitale, où ils manquaient parfois de repères et de sources d'autorité ? L'Association de la communauté nationale fut établie avec pour but premier de garantir aux jeunes Tannais migrants urbains des activités et des occupations saines. Le premier président du parti fut Sabi Natonga, homme d'affaires tannais travaillant à Port Vila.
Le parti fit son entrée au Parlement à la suite des élections de 2004, mais l'un de ses deux députés, Joshua Kalsakau, quitta le parti en cours de mandat pour rejoindre le Parti travailliste du Vanuatu. L'ACN présenta cinq candidats aux élections de 2008, mais n'obtint aucun député,.
Le programme du parti pour les élections de 2008 s'appuya sur les priorités suivantes : encourager les propriétaires fonciers coutumiers à actualiser le potentiel économique de leur terre ; encourager la production de nouveaux produits agricoles adaptés aux marchés internationaux ; adopter des lois garantissant que les banques accorderont des crédits aux entrepreneurs ni-Vanuatu ; réserver l'industrie du textile aux ni-Vanuatu ; interdire l'exportation de produits locaux par des personnes autres que ni-Vanuatu ; accroître le budget de l'éducation et réduire les frais de scolarité ; accroître le budget du Ministère de la Jeunesse et des Sports ; encourager l'établissement d'un hôpital privé ; « maintenir la liberté de religion dans le cadre de principes chrétiens » ; restreindre la liberté de circulation à l'intérieur du pays, afin de juguler la migration urbaine ; accroître le salaire minimum ; consolider les relations du Vanuatu avec les pays asiatiques et occidentaux ; accroître le budget des gouvernements des provinces, afin de les rendre plus autonomes.
Représentation au Parlement
| Élection | Sièges |
| -------- | ------ |
| 1998     | 0      |
| 2002     | 0      |
| 2004     | 2      |
| 2008     | 0      |